# Stepanivka, Mahdalînivka
Stepanivka (în ucraineană Степанівка) este un sat în comuna Kotovka din raionul Mahdalînivka, regiunea Dnipropetrovsk, Ucraina.

## Demografie
Componența lingvistică a localității Stepanivka
     Ucraineană (92,89%)
     Rusă (4,27%)
     Română (2,37%)
     Alte limbi (0,47%)
Conform recensământului din 2001, majoritatea populației localității Stepanivka era vorbitoare de ucraineană (92,89%), existând în minoritate și vorbitori de rusă (4,27%) și română (2,37%).